# ديريا ألابورا
ديريا ألابورا (بالتركية: Derya Alabora)‏ هي ممثلة تركية، ولدت في 19 أغسطس 1959 بإسطنبول في تركيا.

## أعمال

### أفلام
- (2009) في الظلام
- (2010) عندما نغادر[4]
- (2014) أخطر الرجال المطلوبين[5][6]

## وصلات خارجية
- ديريا ألابورا على موقع IMDb (الإنجليزية)
- ديريا ألابورا على موقع قاعدة بيانات الأفلام العربية
- ديريا ألابورا على موقع ألو سيني (الفرنسية)
- ديريا ألابورا على موقع أول موفي (الإنجليزية)
- ديريا ألابورا على موقع قاعدة بيانات الفيلم (الإنجليزية)
- ديريا ألابورا على موقع كينوبويسك (الروسية)